# Nykøbing Mors Station
Nykøbing Mors Station var en nu nedlagt jernbanestation i Nykøbing Mors. Den var den eneste jernbanestation på Mors og eksisterede fra 1889 til 1977.

## Jernbanefærgen
15. maj 1884 åbnedes Sallingbanen fra Skive til Glyngøre, hvorfra der var færge til Nykøbing Mors. Det stod dog klart, at Sallingbanen først rigtigt blev til gavn for Mors, hvis Nykøbing fik en jernbanestation og en jernbanefærgerute, så der kunne sejles godsvogne til og fra øen. De nye jernbanefærgelejer og stationen blev indviet 1. oktober 1889.
Nykøbing Mors Station fik meget trafik og var ved udgangen af 1890'erne nr. 48 af 345 statsbane-ekspeditionssteder, målt på omsætning. Den havde større omsætning end alle Sallingbanens stationer tilsammen (uden Skive) og lå over stationer som Thisted, Skanderborg og Ringkøbing.

## Faciliteter
Ved færgelejet var der opført en lang enetages "ekspeditionsbygning" til persontrafikken. Den blev reelt Nykøbings stationsbygning, selvom der 300 m vest for færgelejet - for enden af Jernbanegade - var opført en toetages bygning, der var indrettet med funktionærboliger, men kunne ombygges til "rigtig" station, når jernbanen engang skulle føres videre hen over Mors.
Mellem de to stationsbygninger var der nord for sporene et stort varehus med godsekspedition og syd for sporene en tosporet remise og en drejeskive. Banen var 600 m lang og havde et sidespor til Toldkammeret. Med tiden blev der anlagt flere sidespor til havnebassinet nord for færgelejet og til forskellige virksomheder.

## Fortsættelse af banen
I starten af 1900-tallet var der mange planer om jernbaner på Mors. De blev aldrig realiseret, men ét projekt nåede at blive påbegyndt: en statsbane fra Nykøbing over Vilsund og Thisted til den planlagte havn i Hanstholm. Det affødte i 1920 en plan om udbygning af Nykøbing station med to færgelejer, gangtunneler og ekstra perronspor, så der både var plads til statsbanen og en privatbane til Karby.
Senere samme år gik anlægget af havnen i Hanstholm næsten i stå, og statsbaneprojektet svandt i 1921 ind til en 15 km lang strækning Nykøbing-Solbjerg, hvor tracéet nåede at blive anlagt på de første 4 km. På Nykøbing station nåede der at blive lavet en opfyldning ude i bugten til de nye spor. Ombygningen af funktionærboligen til station blev droppet, så der kun skulle være perron ved færgelejet. Projektet blev indstillet i marts 1925.

## Nedlæggelsen
Godstrafikken ophørte 1. oktober 1977, et halvt år før indvielsen af Sallingsundbroen. Sporene blev hurtigt fjernet, og kommunen overtog færgehavnen, stationsarealet og bygningerne. De fleste bygninger blev revet ned i 1978-79, fordi der skulle anlægges vej, og i dag er der rådhus og plejehjem på en del af arealet. Kun ekspeditionsbygningen er tilbage, og den blev i 1986 indrettet som restaurant.